# آهک

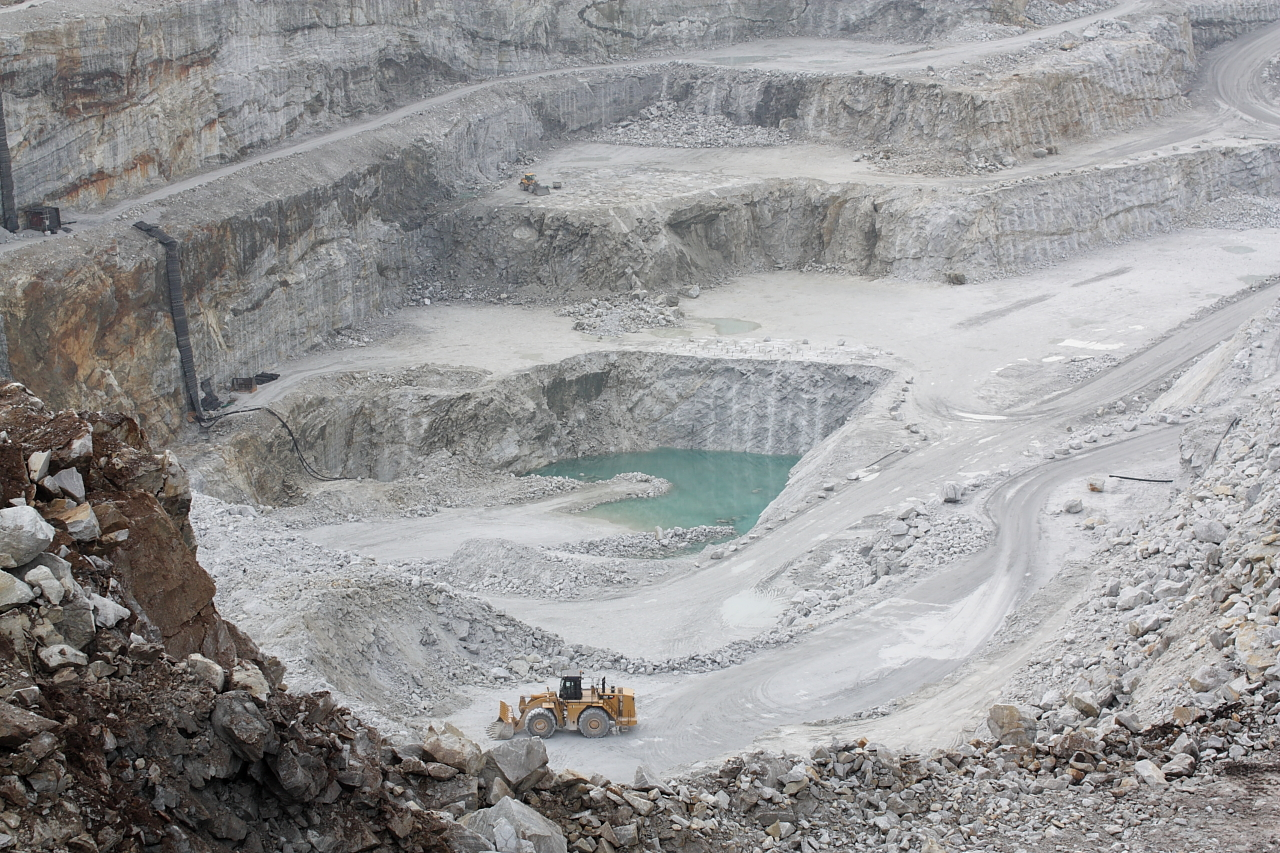
یک معدن آهک در نروژ

آهک یا کلسیم اکسید با فرمول شیمیایی CaO یک ترکیب شیمیایی است که جرم مولی آن ۵۶٬۰۷۷ g/mol است. یک ماده بی‌بو به رنگ سفید یا سفید خاکستری و به شکل جامد سخت است که پوست و چشم را به‌شدت دچار سوزش می‌کند.

از جمله موادی است که کارایی آن از دوران باستان، توسط بشر شناخته شده‌است و از آن در ساخت انواع بناها و برای اتصال محکم‌تر قطعات سنگ یا چوب به‌کار گرفته می‌شد.
زمان درازی است که ایرانیان شفته آهکی (ملات دوغاب آهک و خاک)، ساروج (ملات دوغاب آهک و خاکستر) و ملات آهک آبی را می‌شناسند و با آن‌ها ساختمان می‌سازند. پس از جنگ جهانی دوم، در کشورهای صنعتی هم برای پایدارکردن زمین، به‌ویژه برای پی‌سازی راه و جلوگیری از روییدن گیاه و روزدن آب در بستر، شانه‌ها و دامنه‌های راه و باندهای پرواز و ایستگاه‌های هواپیما، شفته آهکی مصرف می‌شود. با شفته آهکی پی‌سازی و آب‌بندی می‌کنند.می توان ان را از زیر کتری کند.
آهک خاصیت بازی یا قلیای دارد و می‌توان از آن با آب (آب + آهک) به عنوان ماده ضد عفونی کننده در ورودی استخرها و گاوداری‌ها استفاده کرد و همچنان در تهیه سیمان و بتن نیز نقش دارد
آهک + رس = سیمان
آهک + رس+ آب + شن + ماسه = بتن
آهک در تهیه آهن خالص از سنگ معدن آهن هم نقش دارد
سنگ معدن + آهک + کربن ____گرما___ کربن دی‌اکسید + آهن خالص

## جنس آهک
جنس آهک بازاری (آهک زنده) بستگی به جسم‌های بیگانه در آن دارد. اگر سنگ آهک بیش از ۹۰درصد وزنش کربنات کلسیم داشته باشد، آهکی که از آن پخته شود آهک پرمایه و هرگاه کربنات کلسیم کمتر از ۷۵درصد وزنش باشد، آهکی که از آن پخته شود آهک کم‌مایه است.

## آهک مرده و آب آهک
هرگاه بر روی کلسیم اکسید (آهک زنده) آب ریخته شود، بر اثر واکنش با آب، گرما ایجاد می‌کند که موجب بخار شدن قسمتی از آب می‌شود. در این عمل، آهک بر اثر جذب آب، متورم شده و سپس به‌صورت گرد سفیدی درمی‌آید که دراصطلاح آهک مرده نامیده می‌شود (زیرا در تماس با آب، دیگر واکنشی از خود نشان نمی‌دهد). این عمل را شکفته‌شدن آهک نیز می‌گویند.
هر زمانی مقداری آب به آهک مرده اضافه شود، به شیرآهک تبدیل می‌شود که اگر آن را صاف کنیم، محلول زلالی که در حقیقت محلول سیرشده کلسیم هیدروکسید در آب است، حاصل می‌شود که به آب آهک موسوم است. آب آهک کاربردهای بسیاری در صنایع شیمیایی دارد. برای نمونه در تهیه سدیم هیدروکسید، آمونیاک، هیدروکسید فلزات، پرکلرین و به‌ویژه در استخراج منیزیم از آب دریا به‌کار می‌رود.

## ویژگی‌های آهک
آهک سفید رنگ است که پس از پختن سنگ آهک به دست می‌آید. وزن ویژه آن ۳/۰۸ تا ۳/۳۰ g/cm³ می‌باشد که بستگی به درجه گرمای پختن سنگ آهک دارد که هر چه زیادتر شود، آهک پخته، کندتر با آب ترکیب می‌شود. در گرمای بیش از ۱۰۰۰ درجه، آهک اندکی جمع می‌شود و سطح رویه‌اش کمی کاهش می‌یابد، با آب به کندی ترکیب شده، شکفتن آن کند می‌گردد. آهک در گرمای ۲۵۸۰ تا ۲۷۵۰ درجه و فشار یک بار (اتمسفر) به حالت مایع تغییر فاز می‌دهد.
آهک بلوری به شکل مکعب بی‌رنگ با ته رنگ زرد است. درجه سختی آن به ۳ تا ۴ می‌رسد. آب به کندی از سطح آهک بلوری به درون آن نشست می‌کند. اگر گرد بلور آهک را در آب بریزند پس از چند دقیقه با حالت انفجاری مانندی با هم ترکیب می‌شود. هر گاه گرد آهک را در گرمای ۱۴۰۰ تا ۱۵۰۰ درجه نگاه دارند، دانه‌های آن به همدیگر می‌چسبند و بلور می‌گردند که کم‌کم دانه‌های بلور شده درشت می‌شوند. در عین حال آهک به عنوان یک تنظیم‌کننده اسیدی یا بازی بودن مواد مورد استفاده قرار می‌گیرد در عین حال آهک به عنوان ضد عفونی‌کننده در مراکز پرورش دام و طیور مورد استفاده قرار می‌گیرد.

## مصارف
- حرارت: زمانی که آب به آهک زنده اضافه شود، در طی فراینده هیدراته شدن از خود انرژی گرمایی آزاد می‌کند.
- نور: هنگامی که آهک در حدود ۲۴۰۰ درجه سانتیگراد حرارت ببیند نوعی درخشش از خود ایجاد می‌کند. این تولید نور به نور آهک شهرت دارد و تا قبل از اختراع الکتریسیته کاربرد داشته‌است.
- سیمان: اکسید کلسیم یکی از ضروری‌ترین اجزاء تولید سیمان می‌باشد.
- بیو دیزل: در تولید سوخت زیستی به عنوان یک ماده قلیایی کاربرد دارد.
- صنایع پتروشیمی: ترکیبی از آهک و فنولفتالین در منابع ذخیره آب پتروشیمی‌ها برای تشخیص pH آب مورد استفاده قرار می‌گیرد.
- کاغذ سازی: از اکسید کلسیم در صنایع کاغذسازی برای بازیافت هیدروکسید سدیم از کربنات سدیم استفاده می‌شود.
- گچ: مردمان پیش از تاریخ از گچ پایه آهکی برای ساخت سرپناه استفاده می‌کردند که برخی از سازه‌های آن زمان هنوز پس از ۱۹ قرن همچنان پابرجا است.
- صنایع شیمیایی: از اکسید کلسیم برای حذف دی‌اکسید گوگرد از اگزوز در فرآیندی معروف به «گوگردزدایی گاز دودکش» استفاده می‌شود.

## در ایران باستان
شناخت و استفاده از آهک در ایران از سه هزار سال پیش آغاز شده‌است. گورهای چمباتمه‌ای که در ناحیهٔ حسنلو پیدا شده دارای سه متر ژرفا بوده که از شفتهٔ آهک پر شده‌اند. تاریخ این تمدن به سده‌های هفتم و هشتم پیش از میلاد می‌رسد. کف کاخ‌های تخت جمشید نیز از ملاتی سرخ رنگ که در آن آهک به کار رفته بود، پوشیده شده‌است.

## کوره‌های آهک‌پزی
پختن آهک در قدیم در کوره‌هائی با طاقی از سنگ آهک و جایگاهی در زیر کوره صورت می‌گرفت. کوره را پر از سنگ آهک می‌نمودند و آنگاه سوخت را در آن قرار داده و چهار روز پشت سر هم به سنگ آهک گرما می‌دادند تا بپزد و آهک زودگیر به دست آید. از دیدگاه شیمیائی سنگ آهک که کربنات کلسیم است در اثر گرما به اکسید کلسیم تبدیل می‌شود.
کاربرد ملات آهک در ساختمان‌های سنگی و آجری به عنوان ملات و نیز در روکشی دیوارها از زمان اشکانیان معمول بوده‌است. بهره‌گیری از آهک در عصر ساسانیان نیز ادامه یافت.
مردمان قدیم ویژگی‌های شیمیائی و مکانیکی آهک و آمیزهٔ آن با دیگر مواد را خوب می‌شناختند. آنان با تجربه دریافته بودند که چگونه می‌توان با آمیختن خاک رس با آهک و دیگر مواد، مصالحی مقاوم و با ملات‌هائی غیرقابل نفوذ ساخت. سنگ آهک در کوره‌های نوشته شده در زیر می‌پزند:
1. کوره تنوری: کوره تنوری (یا چاهی) قدیمی‌ترین نوع کوره آهک‌پزی در ایران است. در این کوره جای سنگ آهک و آتش ثابت است و درجهٔ گرما، در همه جای کوره یک اندازه نیست و جنس آهکی که در این کوره پخته شود همگن نیست. گذشته از این، هنگام سرد شدن آهک پخته، گرمای آن گم می‌گردد. این کوره برای آهک پزی کم به کار می‌آید.
2. کورهٔ حلقه‌ای: برای آهک‌پزی کاربرد فراوانی دارد و روند کار آن مانند کوره آجر‌پزی است. در این کوره لاشه سنگ یا قلوه سنگ آهکی را با ۳۰٪ جای خالی می‌چینند، به گونه‌ای که شعله آتش از لای سنگ‌ها به بالا زبانه بکشد و همه سنگ‌ها شعله بخورند، گرم و داغ شده بپزند.
3. کوره ایستاده: بیشتر برای تهیه آهک کارخانه‌ها، مانند کارخانه قند به کار می‌افتد. این کوره استوانه ایستاده‌ای است که از بالا بارگیری شده، از پایین آتش می‌شود. در این کوره خرده سنگ آهک می‌ریزند که هنگام سریدن به پایین کوره، می‌پزند و از ته کوره پایین می‌ریزند. گنجایش کوره‌های ایستاده روزانه تا ۱۵۰ تن است. در این کوره زغال سنگ، کک، سوخت مایع یا گازی می‌سوزانند، اگر به آهک زیاد نیاز باشد، آن را در کورهٔ حلقه‌ای یا کوره گردندهٔ خفته می‌پزند.
4. کوره گردنده خفته: عملکرد آن مانند کوره سیمان پزی است اما گرمای آن شدید نیست، سنگ آهک کلوخه به کوره ریخته می‌شود و کلوخهٔ آهک زنده از کوره بیرون می‌ریزد. یا گرد سنگ آهک به کورهٔ، گردنده می‌ریزند و گرد آهک زنده از کوره بیرون می‌ریزد.[۲]

## آهک شکفته
آهک یا آهک زنده یا آهک آب ندیده یا آهک نشکفته، خیلی سریع با آب ترکیب می‌شود و آهک شکفته یا آهک آب دیده یا آهک کشته می‌گردد. آهک شکفته در گرمای ۴۰۰ درجه سانتی‌گراد و فشار یک بار (اتمسفر)، آب شیمیایی خود را پس می‌دهد و به آهک زنده و آب تبدیل می‌شود. آهک زنده را به روش تر، یا خشک، یا با بخار آب شکفته می‌کنند.

## آهک منیزیمی
آهک منیزیمی حاوی بیش از ۵٪ منیزیم اکسید یا ۵٪-۳۵٪ منیزیم کربنات است. آهک دولومیتی نوعی آهک منیزیمی با بیش از ۳۵٪-۴۶٪ محتوای منیزیم می‌باشد. آهک نوع S که برای ترکیب با سیمان پرتلند جهت استفاده در امور ساختمان‌سازی استفاده می‌شود عموماً از نوع آهک منیزیمی است که تحت حرارت و فشار تولید شده و در ملات سیمان با آهک و گچ به کار می‌رود.

### کاربرد آهک در آسفالت
تزریق دوغاب آهک شکفته یکی از روش‌هایی است که برای اصلاح و ترمیم بزرگراه‌ها و جاده‌ها، در نقاطی که خاک زیر آسفالت رسی بوده و امکان نشت داشته باشد، استفاده می‌شود، با تزریق دوغاب آهک، خاک رس ناحیه مورد نظر به شفته آهکی تبدیل می‌شود. یکی از روش‌های تزریق دوغاب آهک این است که سطح رویه آسفالتی را سوراخ کرده و با فشار، آب آهک را در زیر لایه آسفالتی راه تزریق کنند. روش دیگر استفاده از سوراخ‌هایی به قطر ۱۵ تا ۲۲ سانتیمتر و عمق ۵۰ تا ۷۰ سانتیمتر بر روی جاده خراب شده‌است.
گرد آهک شکفته را داخل سوراخ‌ها ریخته و به آن آب اضافه می‌کنند و آن را مخلوط می‌نمایند تا خمیر دوغاب تشکیل شود. خاک خارج شده از سوراخ را دوباره داخل آن ریخته و یک لایه قیر روی آن می‌کشند.